# Gholam-Ali Haddad-Adel
Gholam-Ali Haddad-Adel (9 maggio 1945) è un politico e filosofo iraniano, membro del Consiglio per il Discernimento dal 2012.
Una delle posizioni più significative espresse da Haddad-Adel riguarda l'hijab nella civiltà occidentale. Come espresso nel libro The Culture of Nakedness and the Nakedness of Culture (La cultura della nudità e la nudità della cultura), la questione del velo e dell'abbigliamento in Occidente è problematica. Crede che sia il materialismo a totalizzare la cultura occidentale. La cultura si baserebbe sulla priorità della vita materiale, togliendo valore a tutto ciò che è immateriale.  Secondo Haddad-Adel, la religione ha un ruolo fondamentale nell'educazione iraniana. Riferendosi al predominio del pensiero religioso nell'educazione, ha sottolineato che l'educazione religiosa è il risultato della vittoria della rivoluzione islamica.